# 大叶玉兰
大叶玉兰（学名：Magnolia henryi）为木兰科木兰属的植物。分布于泰国、缅甸以及中国大陆的云南等地，生长于海拔540米至1,500米的地区，常生长在密林中，目前尚未由人工引种栽培。

## 别名
思茅玉兰（中国树木分类学）

## 异名
- Manglietia wangii Hu